# Ddmashen
Ddmashen ou Dodmashen (en arménien Դդմաշեն) est une communauté rurale du marz de Gegharkunik, en Arménie. Fondée en 1828, elle compte 2 876 habitants en 2008.